# ترانه قایقرانان رود ولگا

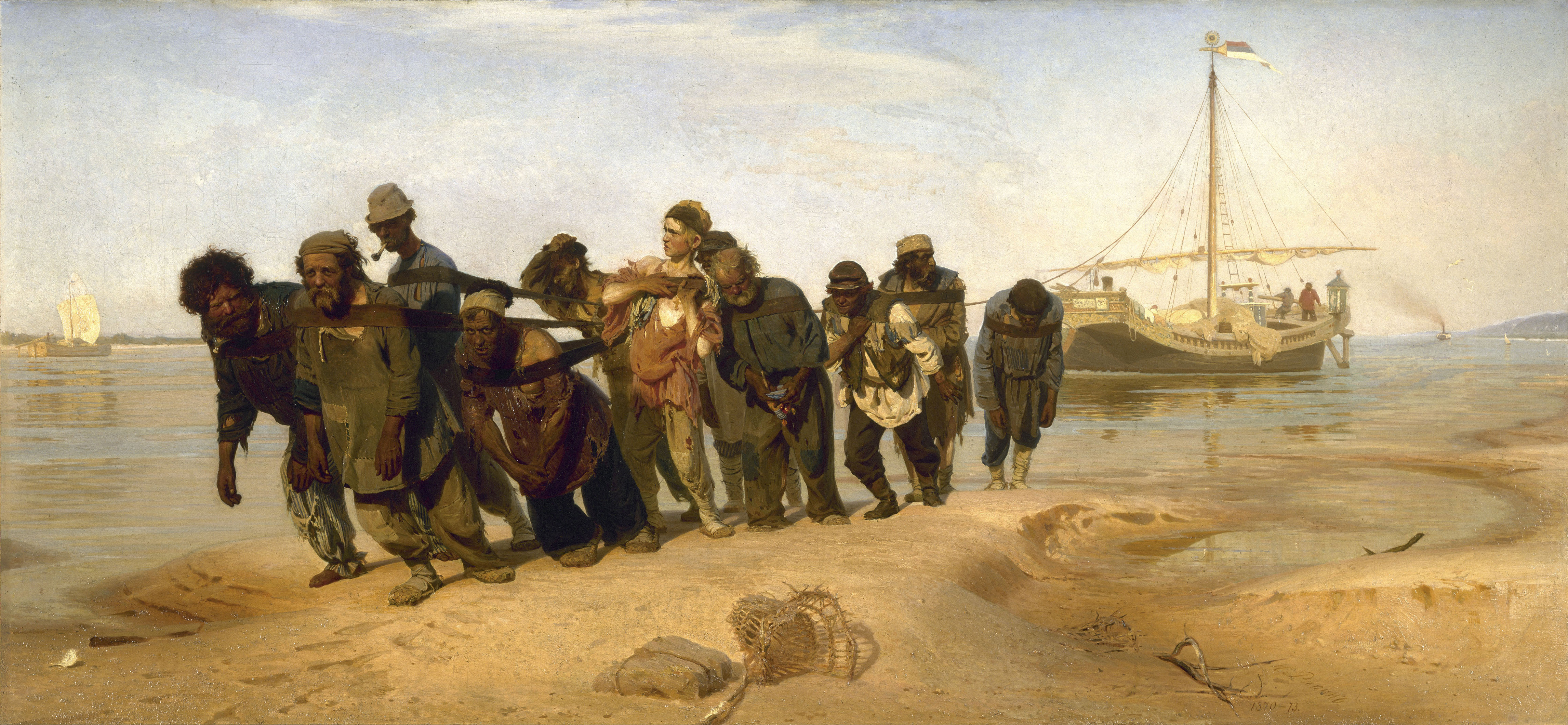
نقاشی ایلیا رپین، قایقرانان ولگا

قایقرانان رود ولگا (به روسی: Эй, ухнем!) یک ترانه سنتی مشهور روسی گردآوری شده به وسیله میلی بالاکیرف است. این ترانه توسط قایقرانان روسی از رود ولگا خوانده می‌شده است. قایقرانان رود ولگا الهام‌بخش ایلیا رپین برای نقاشی مشهورش «کرجی‌کشان ولگا» شد.